# Ozz6y
Ozz6y (noto precedentemente come Ozzy), pseudonimo di Cismaan Maxamed (Somalia, 16 giugno 1991), è un rapper somalo naturalizzato svedese.

## Biografia
Il primo album in studio del rapper, intitolato Ett öga rött, ha esordito al 27º posto della Sverigetopplistan; il progetto gli ha fatto guadagnare tre nomination agli annuali Grammis, fra cui quella alla miglior rivelazione.
Sexan (2019) è stato il suo primo LP a entrare la top 20 svedese. Al disco ha fatto seguito il terzo album Mörket, uscito nella prima metà del 2023. La sua hit più popolare, Hon få mig, ha ricevuto la certificazione di triplo platino dalla IFPI Sverige per le 240 000 unità vendute.

## Discografia

### Album in studio
- 2018 – Ett öga rött
- 2019 – Sexan
- 2023 – Mörket

### Singoli
- 2020 – Palm Angels (con Guleed)
- 2020 – Mask av (con Guleed e Adam Aden)
- 2021 – Stop (con Rankz)
- 2023 – Malmö Vice
- 2023 – Dubaii
- 2023 – Gatans favorit